# Gemeine Eichenschrecke
Die Gemeine Eichenschrecke (Meconema thalassinum, Syn.: Meconema varium) gehört zu der Überfamilie der Laubheuschrecken (Tettigonioidea) in der Unterordnung der Langfühlerschrecken (Ensifera).

## Merkmale
Die Gemeine Eichenschrecke erreicht erwachsen eine Körperlänge von 1 bis 1,5 Zentimetern. Diese Art sieht aus wie eine kleinere, blassere Version des Grünen Heupferdes. Die Fühler haben etwa die vierfache (!) Körperlänge und sind gelb mit braunen Ringen. Die Vorder- und Hinterflügel ragen knapp über die Hinterleibsspitze hinaus. Die Hinterleibsanhänge (Cerci) sind beim Weibchen nur schwach ausgebildet und beim Männchen länger und nach innen gekrümmt. Dadurch kann es sich bei der Paarung am Weibchen festhalten. Die Weibchen tragen einen fast körperlangen, leicht gebogenen Legesäbel. Eine Besonderheit unter den Laubheuschrecken ist das Fehlen von Stridulationsorganen bei beiden Meconema-Arten, zur Balz wird mit den Beinen auf einem Blatt "getrommelt".
Eine ähnliche Art ist die Südliche Eichenschrecke.

## Verbreitung
Die Gemeine Eichenschrecke hat ihren Verbreitungsschwerpunkt in Mitteleuropa. Nach Osten geht sie bis zum Kaukasus, nördlich reicht ihre Verbreitung bis Großbritannien und Südskandinavien, südlich bis ins nördliche Südeuropa. In den USA wurde sie auf Long Island eingeschleppt. In Deutschland zeigt sie weder eine Verbreitungsgrenze, noch erkennbare Bestandszu- oder -abnahmen.

## Lebensraum
Der Lebensraum ist generell dort, wo Eichen oder andere Laubgehölze wachsen, in erster Linie also in Laubwäldern, Gärten, Parkanlagen und Streuobstwiesen, auch innerhalb von Ortschaften. Sie meidet geschlossene Fichten-, aber auch Buchenmonokulturen sowie baum- und straucharme Gegenden. Die Gemeine Eichenschrecke hält sich meist in den Baumkronen auf, oft auf der Unterseite von Blättern sitzend, nur nach starken Regenfällen und Stürmen findet man sie am Boden, von wo aus sie alsbald wieder die Bäume aufsucht. Durch ihre Flugfähigkeit fällt es dieser Art leicht, neue Lebensräume zu besiedeln. Die Tiere können aber auch sehr schnell laufen. Sie verirren sich oft in Wohnungen, denn sie sind auch nachtaktiv und kommen in der Dunkelheit oft ans Licht.

## Nahrung
Ihre Nahrung besteht ausschließlich aus Insekten, und zwar meist Blattläusen oder kleinen Raupen.

## Lebensweise
Die Eichenschrecken haben eine besondere Art der Lautäußerung entwickelt, nämlich das Trommeln mit den Hinterbeinen auf Äste und derbere Blätter. Im Gegenzug haben sie die Fähigkeit zum Stridulieren mittels ihrer Flügel verloren. Entwicklungsgeschichtlich handelt es sich hierbei um eine sehr junge Entwicklung, die bei den nächsten Verwandten, der japanischen Gattung Nipponomeconema, noch nicht auftritt.
Die relativ großen Eier werden in der Borke von Laubbäumen oder auch an Gallen verschiedener Gallwespen abgelegt. Die Entwicklung kann ein oder zwei Jahre dauern. Die Eier sind sehr trockenheitsresistent, selbst beim Schlupf wird, im Gegensatz zu anderen Laubheuschrecken, eine reduzierte Luftfeuchtigkeit toleriert.

## Bildergalerie

Gemeine Eichenschrecke
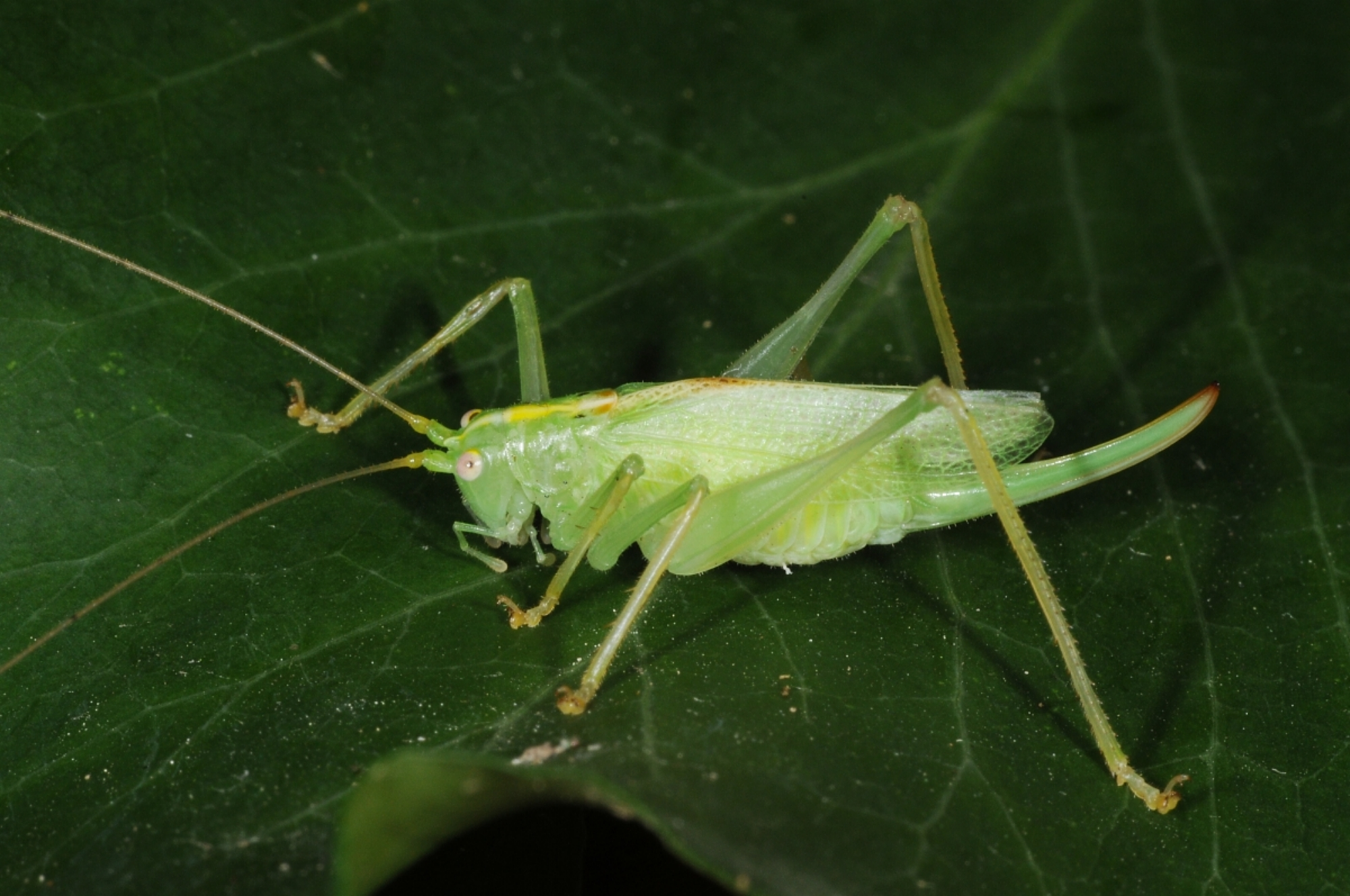
Weibchen
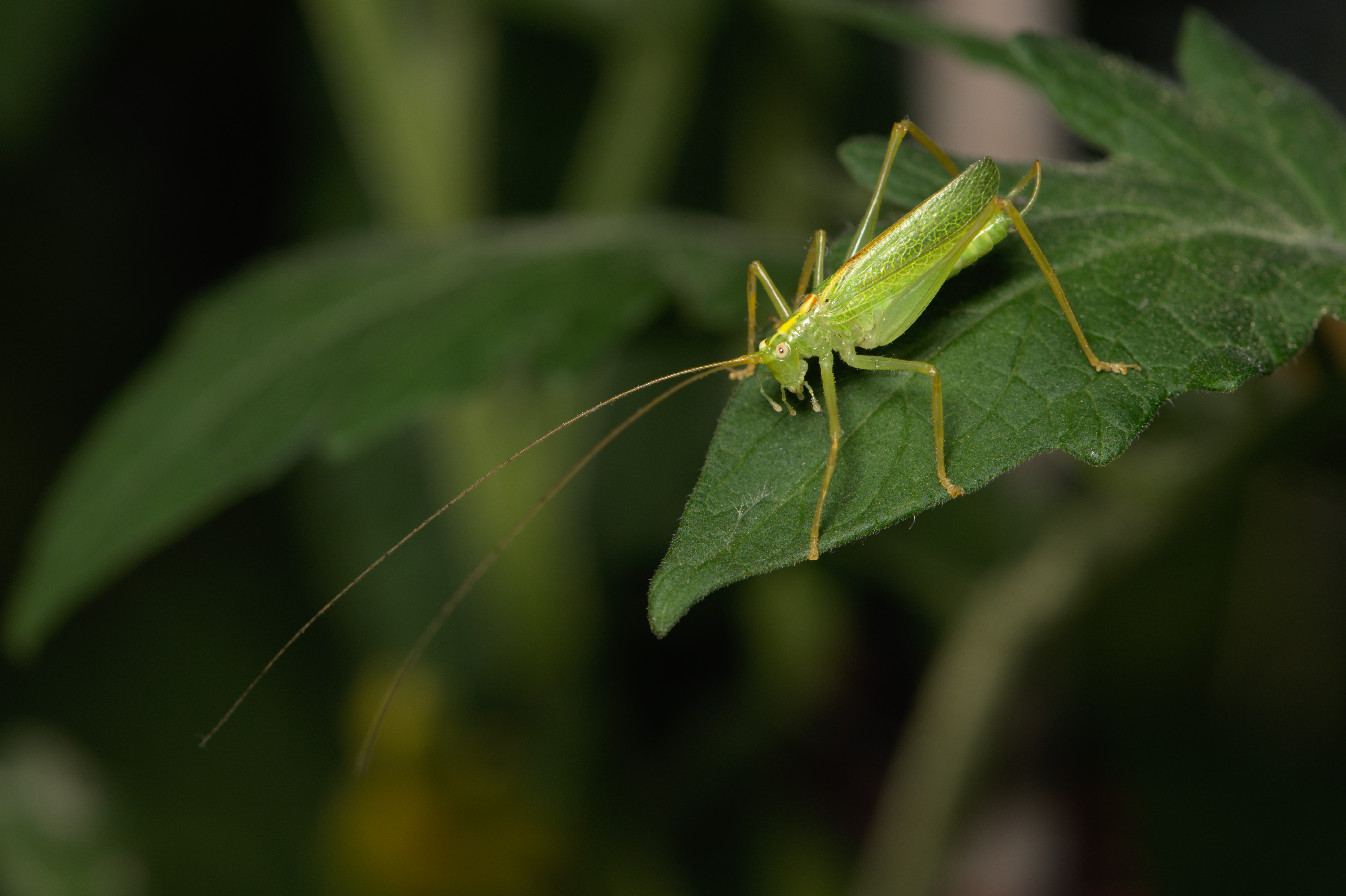
Männchen
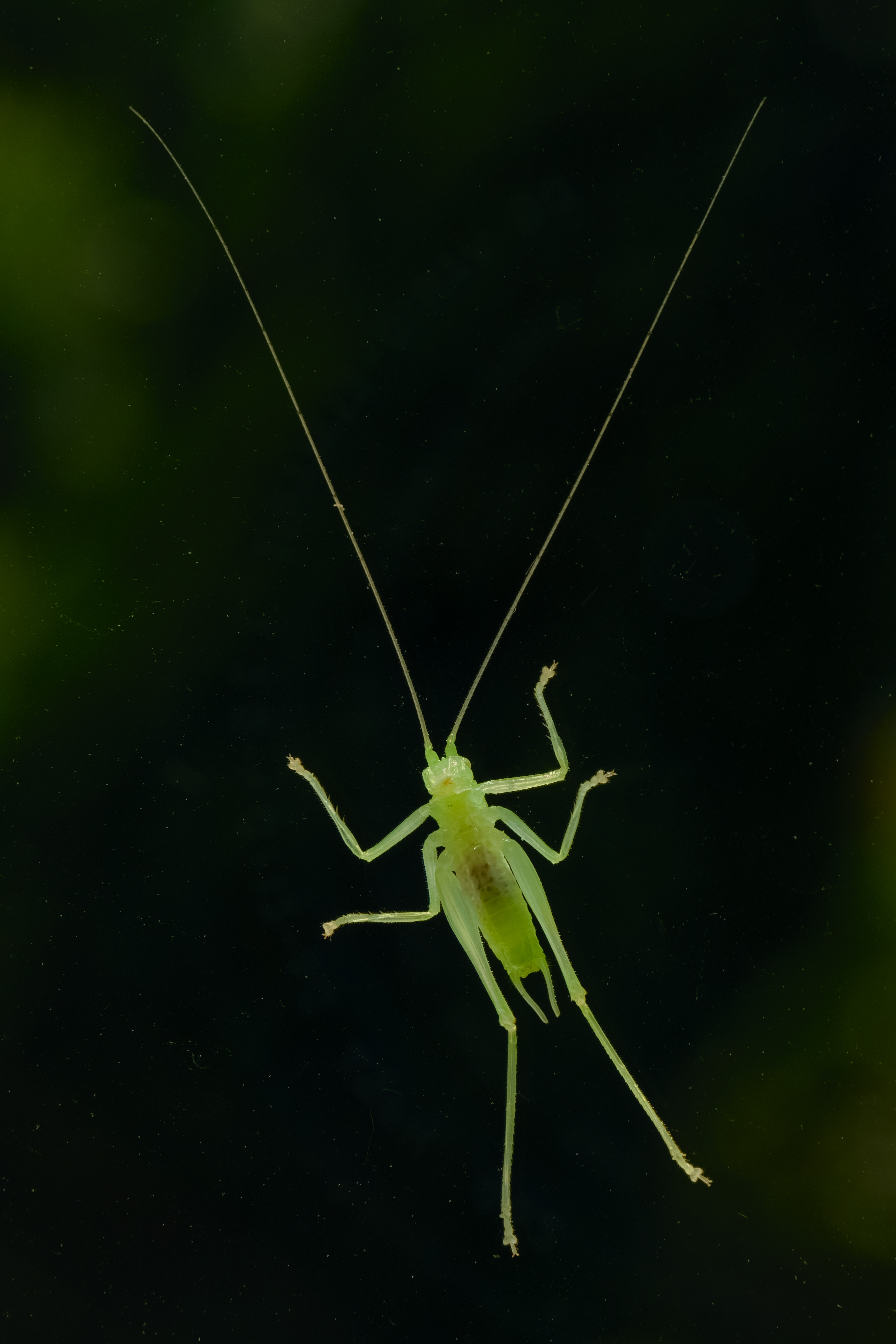
Männliche Nymphe, Bauchansicht
- Nahaufnahme einer Gemeinen Eichenschrecke